# 이상숙
이상숙(한국 한자: 李相淑/李商淑, 1962년 1월 15일 ~ )은 대한민국의 배우이다.
1977년 TBC TV 드라마에 첫 출연하였으며 그로부터 2년 후 1979년 MBC 11기 공채 탤런트로 정식 데뷔하였다.

## 출연작

### 드라마
- 1979년 《수사반장》(MBC)
- 1979년 《113 수사본부》(MBC)
- 1980년 《전원일기》 - 각종 단역 (MBC)
- 1981년 《호랑이선생님》(MBC)
- 1982년 《남강 이승훈》(MBC)
- 1982년 《공주갑부 김갑순》(MBC)
- 1986년 《베스트셀러극장 배신의 계절》 - 유화, 신유정 역 (MBC)
- 1987년 《거리의 악사》(MBC) - 은혜 역
- 1988년 ~ 1989년 《조선왕조오백년 - 한중록》 - 화완옹주 역 (MBC)
- 1989년 《백범일지》(MBC)
- 1990년 《배반의 장미》(MBC) - 여주 역
- 1990년 《사랑해 당신을》(MBC)
- 1990년 《반민특위》(MBC)
- 1991년 《내 마음은 호수》 - 병림의 누나 역 (MBC)
- 1992년 《일출봉》(MBC)
- 1992년 《두려움 없는 사랑》 - 신경주 역 (SBS)
- 1993년 《일과 사랑》(SBS)
- 1994년 《맞수》(MBC)
- 1995년 《장녹수》 - 제안대군 제1부인 김씨 역 (KBS)
- 1995년 《언제나 푸른 마음》 - 주희 어머니 역 (EBS1)
- 1995년 《제4공화국》 - 이순자 (MBC)
- 1996년 ~ 1997년 《감성세대》 - 유병희 어머니 역 (EBS)
- 1997년 《내가 사는 이유》 - 박진숙 역 (MBC)
- 1998년 《삼김시대》 - 이순자 역 (SBS)
- 1998년 《적과의 동거 - 꼬리가 길면 넓힌다》(MBC)
- 1999년 《네 꿈을 펼쳐라》 - 장유진 어머니 역 (EBS)
- 1999년 《왕초》 - 쥐똥 모 역 (MBC)
- 1999년 《학교》 - 정아 어머니 역 (KBS2)
- 1999년 《부부클리닉 사랑과 전쟁》 (KBS2)
- 2000년 《불꽃》(SBS)
- 2001년 《홍국영》(MBC)
- 2001년 《어쩌면 좋아》(MBC)
- 2004년 《깡순이》 - 김미영(혜리 모) 역 (EBS)
- 2004년 《해신》 - 행수 역 (KBS2)
- 2005년 《내 이름은 김삼순》 -  바람둥이 남편의 아내 역 (MBC)
- 2006년 《우리 다시 사랑할까요?》(MBC) - 미옥 역
- 2006년 《연개소문》 - 고소연의 유모 역 (SBS)
- 2009년 《수상한 삼형제》 - 조난자 역 (KBS2)
- 2010년 《천만번 사랑해》 - 고아원 수녀 역 (SBS)
- 2010년 《엄마도 예쁘다》 - 서윤자 역 (KBS2)
- 2011년 《폼나게 살거야》 - 이해심 역 (SBS)
- 2013년 《오로라 공주》 - 장연실 역 (MBC)
- 2013년 《왕가네 식구들》 - 오만정 역 (KBS2)
- 2014년 《청담동 스캔들》 - 우순정 역 (SBS)
- 2015년 《가족을 지켜라》 - 안귀희 역 (KBS1)
- 2015년 《내일도 승리》 - 엄청실 역 (MBC)
- 2016년 《여자의 비밀》 - 민애선 역 (KBS2)
- 2016년 《우리 갑순이》 - 꽃님 역 (SBS)
- 2017년 《자체발광 오피스》 - 장강호의 어머니 역 (MBC)
- 2017년 《내 남자의 비밀》 - 구미홍 역 (KBS2)
- 2017년 《전생에 웬수들》 - 하지나 역 (MBC)
- 2018년 《같이 살래요》 - 문식 친모 역 (KBS2)
- 2019년 《왜그래 풍상씨》 - 전달자 역 (KBS2)
- 2019년 《태양의 계절》 - 임미란 역 (KBS2)
- 2019년 《모두 다 쿵따리》 - 전직 우선네 집 가사도우미, 보미의 친모 역 (MBC)
- 2019년 《나쁜 사랑》 - 송단실 역 (MBC)
- 2021년 《오케이 광자매》 - 지풍년 역 (KBS2)
- 2021년 ~ 2022년 《두 번째 남편》 - 성당 수녀 역 (MBC)
- 2022년 《현재는 아름다워》 - 준형 모 역 (특별출연, KBS2)
- 2022년 《빨간풍선》 - 여전희 역 (TV조선)
- 2023년 《두뇌공조》 - 이정자 역 (특별출연, KBS2)
- 2023년 《하늘의 인연》- 성당 수녀 역
- 2023년 《닥터 차정숙》- 박교수 부인 역 (jtbc)
- 2023년 《행복배틀》- 심혜정 역 (ENA)
- 2024년 《수지맞은 우리》-  강정순 역(KBS1)
- 2025년 《여왕의 집》 - 최자영 역(KBS2)

### 영화
- 1985년 《화녀촌》
- 1985년 《이별없는 아침》
- 1989년 《강남 꽃순이》
- 1991년 《겨울 꿈은 날지 않는다》
- 1999년 《A+삶》

### 광고
- 1985년 롯데파이오니아 (feat 박영규)